# Международный университет информационных технологий
Международный университет информационных технологий (каз. Халықаралық ақпараттық технологиялар университеті) — высшее учебное заведение, основанное в апреле 2009 года в городе Алматы, Казахстан.

## Структура и научно-педагогическая деятельность
Бакалавриат:
- В042 Журналистика и репортерское дело
- В044 Менеджмент и управление
- В046 Финансы, экономика, банковское и страховое дело
- В057 Информационные технологии
- B058 Информационная безопасность
- B059 Коммуникации и коммуникационные технологии

Магистратура:
- M094 Информационные технологии
- M096 Коммуникации и коммуникационные технологии
- M072 Менеджмент и управление

Докторантуры PhD:
8D06 Информационно-коммуникационные технологии:
- 8D06103 Информационные системы
- 8D06101 Интеллектуальные системы
- 8D06105 «Наука о данных»
- 8D06102 — Компьютерная и программная инженерия
- 8D06104 Вычислительная техника и программное обеспечение

В университете работают 422 преподавателя, значительная часть которых обладает высокими академическими степенями и профессиональной квалификацией:
- Доктор PhD — 80 человек
- Доктор наук — 18 человек
- Кандидат наук — 54 человека[4]

## История
2009 год — основание Международного университета информационных технологий. 
В 2018 году в соответствии с Приказом Министра обороны РК в МУИТ открыта военная кафедра, специализирующаяся на подготовке специалистов по кибербезопасности, а также действует Центр компетенции по кибербезопасности. 
МУИТ является ВУЗом, получившим в 2019 году институциональную международную аккредитацию ASIIN и прошедшим процедуру официального подтверждения соответствия международным стандартам. 
В настоящий момент в МУИТ обучаются более 4000 студентов по программам бакалавриата, магистратуры и PhD докторантуры.
В местном рейтинге ASIIN на 2024 год МУИТ занимает 31 место, в мировом рейтинге 7605 место.
Согласно Национальному рейтингу ведущих технических вузов Казахстана за 2024 год, университет занял 4-е место, набрав 53.15 балла из 100 возможных.

## Скандалы

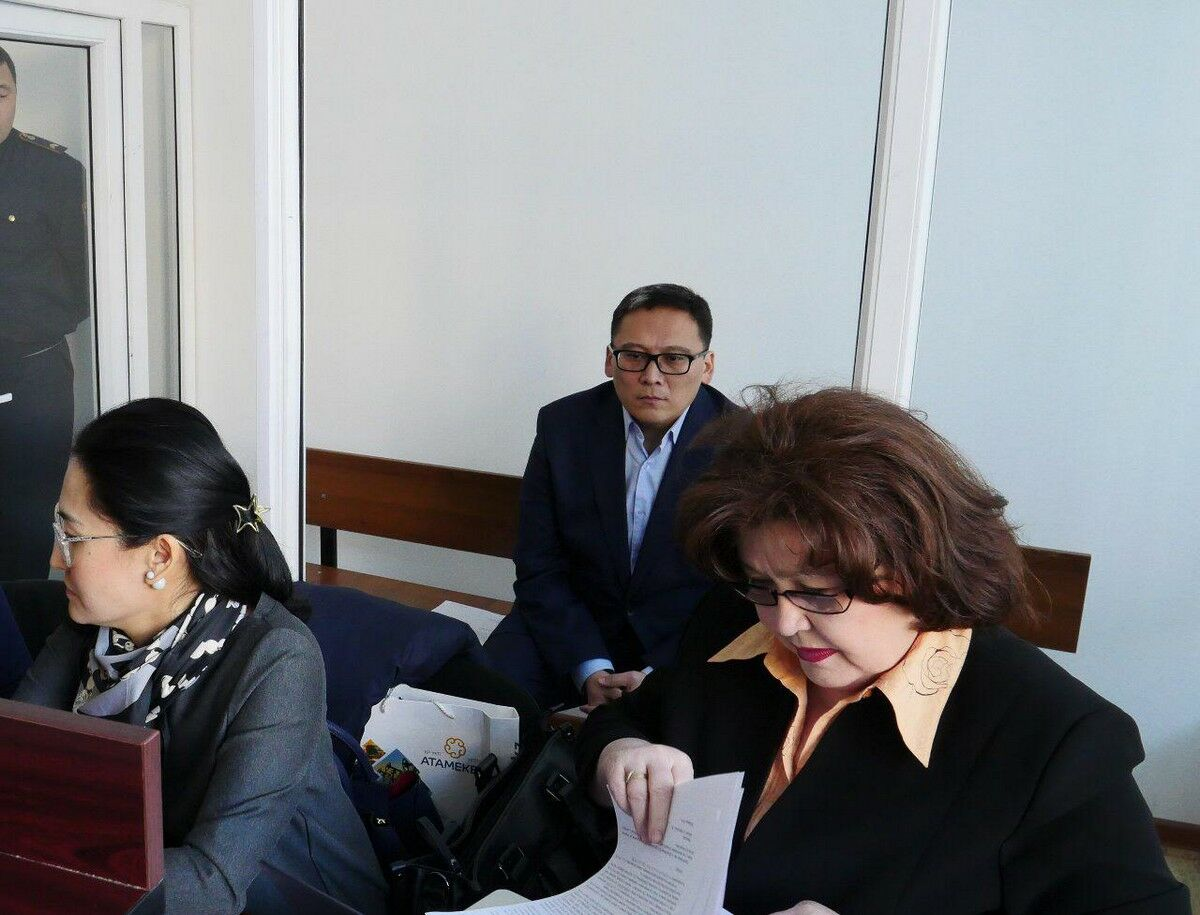
Дамир Шыныбеков и его адвокаты в зале суда.

Бывший руководитель и сотрудник вуза были осуждены на лишение свободы сроком в восемь лет каждый по обвинениям в хищении бюджетных средств. В феврале 2013 года и ноябре 2018 года обвиняемые присвоили сумму в размере 1,7 миллиарда тенге из бюджета. Дамир Шыныбеков, 41-летний доктор экономических наук, ранее занимавший должность ректора Международного университета информационных технологий в Алматы, был также депутатом маслихата Бостандыкского района. Весной 2019 года он покинул свою должность, а в июне того же года был арестован. Дамир Шыныбеков и экс-бухгалтер Жанаим Спабекова были признаны виновными в присвоении или растрате вверенного имущества по пункту 4 статьи 189 Уголовного кодекса. Жанаим Спабекова также была осуждена за легализацию денег, полученных преступным путем по статье 218, часть 3, пункт 3 Уголовного кодекса.
Скандал нанес серьёзный удар по репутации МУИТ, однако новый ректор Аскар Хикметов, назначенный в 2021 году, начал реформы для восстановления доверия к университету.

## Руководство МУИТ
- Председатель Правления, ректор — Исахов Асылбек Абдиашимович
- Проректор по академической деятельности, член Правления — Мустафина Аккыз Кураковна
- Проректор по глобальному партнерству и дополнительному образованию, член Правления — Дайнеко Евгения Александровна.
- Проректор по цифровизации и инновациям, член Правления — Дузбаев Нуржан Токкужаевич
- Проректор по научно-исследовательской деятельности, член Правления — Колесникова Катерина Викторовна
- Финансовый директор, член Правления — Алпысбаев Кайсар Серикулы